# تپه شتر

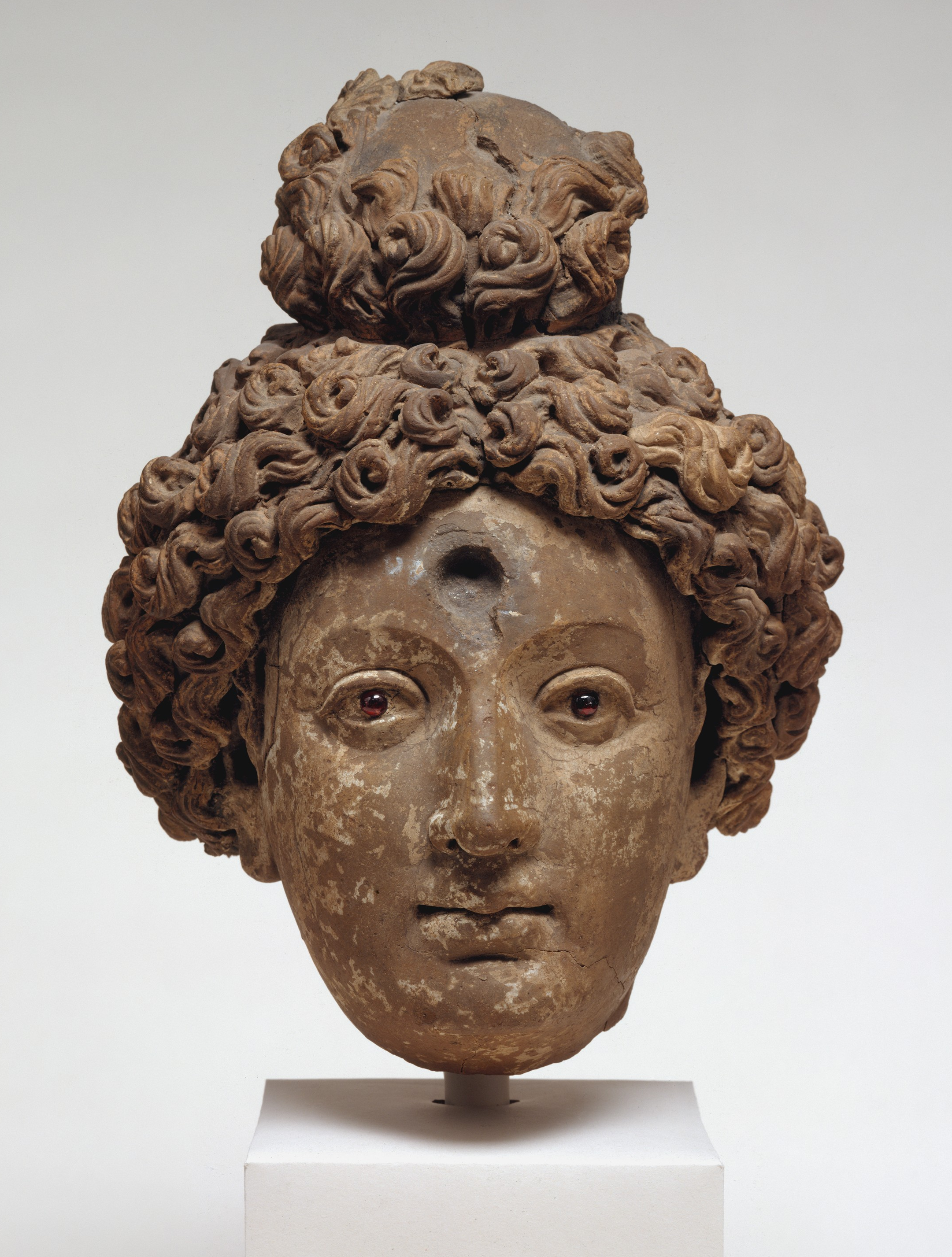
سر یک بودا یا بوداسف، روبه‌رو (قرن چهارم-پنجم میلادی)، احتمالاً از حدا، تپه شتر.

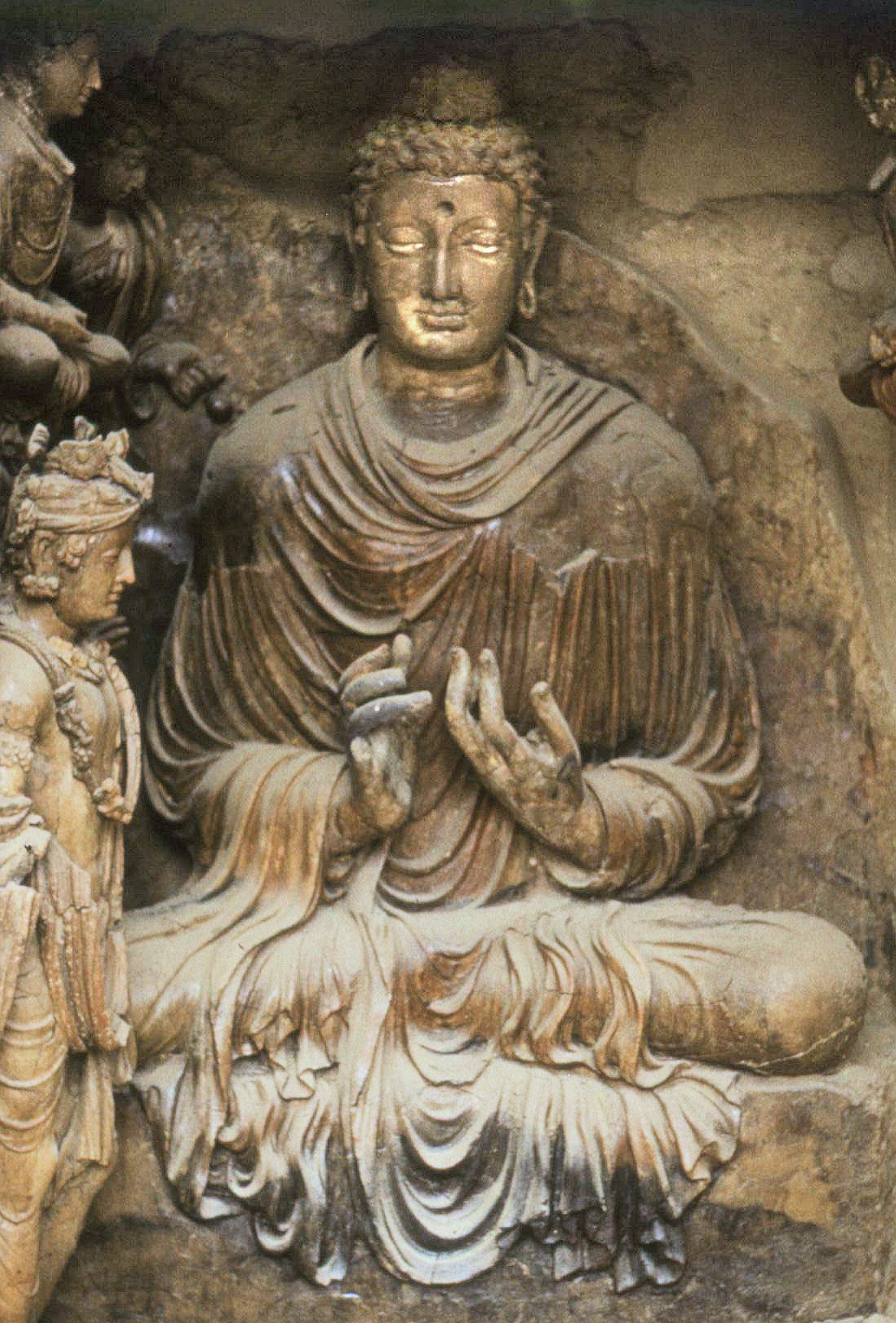
بودای نشسته، تپه شتر (طاقچه V1).

تپه شتر یک صومعه بزرگ سَرواستیوادی در نزدیکی هده، در جلال‌آباد افغانستان بود و اکنون یک مکان باستانی است. به گفته باستان‌شناس ریموند آلچین، محل تپه شتر نشان می‌دهد که هنر یونانی-بودایی گَنداره مستقیماً از هنر یونانی‌مآب بلخ باستان (باختر)، همان‌طور که در آی‌خانم دیده می‌شود، نشأت گرفته است.
محل تپه شتر در سال ۱۹۹۲ پس از آتش‌سوزی تخریب و غارت شد.

## تحلیل سبکی
با توجه به سبک اشیاء یافت شده در تپه شتر، به ویژه پیکره‌های گلی، آلچین معتقد است که یا هنرمندان باختری آمده و برای صومعه‌های بودایی کار می‌کردند، یا اینکه هنرمندان محلی «کاملاً با هنر هلنیستی آشنا» شده بودند. این نظر توسط باستان‌شناسی که این مکان را کاوش کرده است، طرزی، تأیید شد: «با توجه به آخرین اکتشافات، دیگر هیچ شکی در مورد تداوم گذشته هنری یونانی-باختری وجود ندارد.» به گفته طرزی، تپه شتر، با مجسمه‌های گلی مربوط به قرن دوم میلادی، «حلقه گمشده» بین هنر هلنیستی باختری و مجسمه‌های گچی بعدی یافت شده در هده، که معمولاً مربوط به قرن ۳ تا ۴ میلادی هستند، را نشان می‌دهد. مجسمه‌های تپه شتر همچنین با بسیاری از مجسمه‌های اولیه بودایی یافت شده در گندهارا معاصر هستند.
به‌طور سنتی، هجوم هنرمندان آشنا به هنر هلنیستی به مهاجرت جمعیت‌های یونانی از شهرهای یونانی-باختری آی‌خانم و تخت سنگین نسبت داده شده است. طرزی همچنین اظهار داشت که جمعیت‌های یونانی در دشت‌های جلال‌آباد، که شامل هده می‌شد، در اطراف شهر هلنیستی دیونیزوپولیس مستقر بودند و آنها مسئول آفرینش‌های بودایی تپه شتر در قرن دوم میلادی بودند.

## گاهشماری
به گفته باستان‌شناس زمریالی طرزی، اولین دوره پیش از صومعه تپه شتر مربوط به سلطنت شاه هندوسکایی آزس دوم (۳۵–۱۲ قبل از میلاد) است. اولین دوره بودایی به سلطنت شاه کوشانی هوویشکا (۱۵۵–۱۸۷ میلادی) برمی‌گردد. این دوره به ویژه مربوط به ایجاد ویهارا و طاقچه‌های ۱، ۲ و ۳ است. دوره پس از واسودوا اول تا آخرین کوشانیان (۲۲۵–۳۵۰ میلادی) شاهد ایجاد طاقچه سیزدهم بود. پس از کوشانیان، دوره‌ای از این مکان مربوط به کیداریان (قرن ۴ تا ۵ میلادی) است. این مکان حدود ۲۵۰ سال، از حدود ۵۰۰ تا ۷۵۰ میلادی غیرفعال بود. آخرین دوره فعالیت پس از آن، تنها با مرمت‌ها مشخص شد، قبل از تخریب این مکان توسط آتش‌سوزی در قرن نهم میلادی. این دوره به شرح زیر ساختار یافته است:
- تپه شتر I: شاه هندوسکایی آزس دوم (۳۵–۱۲ قبل از میلاد)
- تپه شتر II: شاه کوشانی هوویشکا (۱۵۵–۱۸۷ میلادی). ویهارا و طاقچه‌های V1، V2 و V3
- تپه شتر III: (۱۸۷–۱۹۱ میلادی)
- تپه شتر IV: واسودوا اول (۱۹۱–۲۲۵ میلادی)
- تپه شتر V: آخرین کوشانیان (۲۲۵–۳۵۰ میلادی)
- تپه شتر VI: کیداریان (۳۵۰–۴۵۰ میلادی)
- تپه شتر VII: قرن پنجم
- تپه شتر VIII: قرن ششم. مربوط به دوره اول تپه تپه کلان.
- وقفه (قرن ۶ تا ۸)
- تپه شتر IX: اواسط قرن هشتم تا قرن نهم. تخریب توسط آتش‌سوزی

## کاوش
این صومعه توسط یک تیم باستان‌شناسی تماماً افغان حفاری شد. این حفاری مجسمه‌های متعددی را در یک محیط باستان‌شناسی دست نخورده به دست آورد که بینش‌های زیادی در مورد هنر منطقه ارائه می‌دهد. یک استوپا در حیاط اصلی حفاری شد.
یک سکه از پادشاه هندویونانی مناندر در ویرانه‌ها پیدا شد، اما فراوانی یافته‌های سکه کوشانی نشان می‌دهد که تاریخ اصلی این مکان قرن چهارم میلادی است.
تپه شتر دارای تندیس‌های زیبایی به سبک هلنیستی بود، به ویژه یک بودای نشسته که توسط هراکلس-واجراپانی و یک زن تایکی مانند که یک شاخ فراوانی را در دست دارد، احاطه شده است، که اکنون تخریب شده است (طاقچه V2). یکی دیگر از آنها دارای یک همراه است که یادآور پرتره اسکندر مقدونی است. بوردمن اظهار داشت که این مجسمه در منطقه ممکن است «یک مجسمه اولیه بودایی به سبک هندویونانی» باشد. بسیاری از مجسمه‌ها نمایش‌های سه‌بعدی در تمام‌نما هستند، نمونه‌ای نادر در منطقه هده، که سبک تپه شتر را به هنر هلنیستی بلخ و غارهای بودایی سین کیانگ مانند غارهای موگائو مرتبط می‌کند، که احتمالاً مستقیماً از اینها الهام گرفته شده است.
طاقچه‌های مختلف صحنه‌هایی از بودا را نشان می‌دهند که توسط همراهان احاطه شده‌اند (به ویژه طاقچه‌های V1، V2، V3). طاقچه سیزدهم یا «طاقچه آبی» نیز مجسمه‌سازی در تمام‌نما را نشان می‌دهد و ناگا کالیکا را به تصویر می‌کشد که موفقیت بودیساتوا را در رسیدن به روشنایی پیش‌بینی می‌کند. این طاقچه مربوط به دوره ۲۵۰–۳۵۰ میلادی است و احتمالاً با مجسمه‌های گلی معبد دوم در پنج‌کند همزمان است. این مجسمه‌ها از گل ساخته شده‌اند، در حالی که مجسمه‌های بعدی که با گچ قالب‌گیری شده‌اند نیز در این مکان دیده می‌شوند.